# سورن جورج هابيل
سورن جورج هابيل (بالنرويجية البوكمول: Søren Georg Abel )‏ (و. 1772 – 1820 م) هو قسيس، وسياسي نرويجي، توفي عن عمر يناهز 48 عاماً.

## مناصب
تولى منصب عضو برلمان النرويج ‏ (1818–1820).